# A Erva do Rato
A Erva do Rato é um filme brasileiro do gênero drama biográfico, dirigido por Júlio Bressane. As filmagens tiveram início em 2007 o filme foi lançado em 2008. O filme contem referências de dois contos de Machado de Assis,  "Um esqueleto" e "A
causa secreta". 
O filme tem dois atores no elenco, é livremente inspirado nos contos de Machado de Assis.
Foi segundo filme de Alessandra Negrini com Júlio Bressane.

## Elenco
- Alessandra Negrini - Ela
- Selton Mello - Ele